# Poratz (See)
Der Poratz, auch Poratz-See, ist ein kleiner Binnensee in der Woiwodschaft Westpommern in Polen. Der See liegt in Hinterpommern, etwa 90 km nordöstlich von Stettin und etwa 28 km südlich von Kołobrzeg (Kolberg), in einer Höhe von 49,9 m über NN. Er liegt heute im Gemeindegebiet der Gmina Sławoborze (Landgemeinde Stolzenberg).
An dem See führte der Landweg von Schleps nach Rogzow vorbei. Um den See rankten sich Spukgeschichten. Johannes Courtois schrieb im Jahre 1909 in seinem Werk Der Kolberg-Körliner Kreis: 

„Kein guter Mann von Schleps ging ohne zwingende Gründe in vorgerückter Abendstunde am Poratz, einem kleinen Weiher am Wege nach Rogzow, vorüber, weil dort schon mancher von nächtlichem Spuk geäfft worden sein sollte. Man brachte diesen angeblichen Spuk mit der Poratzsage in Verbindung, nach welcher beim Umzuge einer Familie ein Kind mit der Wiege in dem stillen Wasser des Weihers, dessen Fluten damals noch Ränder der vorbeiführenden Landstraße bespülten, ertrunken sein soll. Die verzweifelte Mutter habe darauf das heimtückische Wasser, das ihr das Liebste geraubt, mit ihrem Fluche belegt: Der Poratz solle bis auf eine Größe von der Fläche einer Wiege zuwachsen. Tatsächlich verliert der Poratz von Jahr zu Jahr an Flächeninhalt.“